# لون وولف ماكواد
لون وولف ماكواد، هي فيلم سينمائي أمريكي حركة، من إخراج ستيف كارفر، تم عرضها في الصالات السينمائية الأمريكية عام 1983، من بطولة تشاك نوريس وديفيد كارادين وباربرا كاريرا.